# 福光温泉
福光温泉（ふくみつおんせん）は、富山県南砺市綱掛66に所在する温泉。

## 概要
小矢部川河畔の台地上にある温泉。近辺には本願寺8代蓮如が滞在したとの伝承もある善性寺が存在したが、昭和28年9月の13号台風で壊滅し、現在は碑文等が残されている。
歴史は古く、藩政期、加賀藩の金沢城下町へ塩硝を運んだ道沿いに、露天風呂だけの温泉小屋が地域で利用されてきたという。昔は小矢部川へ蛇谷川が合流する河原に温泉が湧き出ていたが、洪水で埋まっていた。1970年春に当時の福光町が老人保養センターを建設するため当地でボーリング調査をしたところ、深さ350 - 370m地点より温泉が湧き出た。その後、1972年11月15日に創業し、『老人福祉センター福寿荘』が開所した。
1982年、隣接の自然休養村管理センター（新館）が農林水産省の補助により増築され、近くにあるアルミ会社の保養所（やまびこ荘、1973年開設）への送湯を開始した。
1988年には、両センターを結ぶ廊下部分が改築され、ポーチ部分が新設された。玄関の陶製タイル壁画は、地元彫刻家の得地秀生の作である。

## 泉質
- ナトリウムカルシウム硫酸塩・塩化物泉（泉温32.6℃[5]、湧出量は毎分160リットル）
- 無加水、加温濾過[6]
- pH7.89[5]
- 溶存物質は3,398mg/kg[5]
- 浴用としてはリウマチ、創傷、婦人病、高血圧などに効果がある[注 1]。
- 飲用としては慢性消化器疾患、痛風、尿酸素質などに効果がある[注 1]。

## 温泉街
温浴施設の『福光老人福祉センター 福光温泉』のみが存在する。食堂と貸部屋が完備されている。